# Наппельбаум, Лиля Моисеевна
Ли́ля (Рахи́ль) Моисе́евна Наппельба́ум (1916—1988 (по др. данным — род. 1919), Москва) — русская поэтесса, литературовед, литературный критик.

## Биография
Родилась в семье петербургского фотографа и художника Моисея Соломоновича Наппельбаума, автора художественных фотопортретов Пастернака, Мейерхольда и других известных людей, редактора альманаха «Город». Окончила Литературный институт имени А. М. Горького (1940). Член Союза писателей СССР (1975).
Умерла в Москве. Похоронена на Востряковском кладбище рядом с отцом и двумя сестрами.

## Сочинения

### Поэзия
- Студёных озёр зеркала: Стихи. М., 1972
- Звёздный бульвар: Стихи. М., 1981